# Pearl Django
A Pearl Django egy dzsesszegyüttes, amelyet 1994-ben a washingtoni Tacomában alapított Neil Andersson és Dudley Hill, gitárosok, valamint David „Pope” Firman basszusgitáros. A combo Django Reinhardt és Stéphane Grappelli zenéjét ötvözi az amerikai swinggel. A trió az évek során változott és bővült, most[mikor?] kvintett. Seattle-iek. Zenélnek Franciaországban és még Izlandon is játszottak.
A zenekar fellépett a Django Reinhardt Fesztiválon Samois-sur-Seine-ben és a Juan de Fuca Fesztiválon is.
Játszottak Martin Taylorral, Bucky Pizzarellivel és Gail Pettis-szel, aki kétszer is elnyerte az Earshot Jazz „Az év jazzénekese” díjat.
A 2015-ben megjelent tizenkettedik, Time Flies című albumukon (egy bossa nova kivételével) minden szám saját szerzemény.

## Albumok
- 1995: Le Jazz Hot
- 1997: New Metropolitan Swing
- 1999: Mystery Pacific
- 1999: Souvenirs
- 2000: Avalon
- 2002: Under Paris Skies
- 2003: Swing 48
- 2005: Chasing Shadows
- 2007: Modern Times
- 2010: Hotel New Yorker
- 2010: Système D
- 2012: Eleven
- 2015: Time Flies
- 2017: With Friends Like These
- 2019: Pearl Django Live
- 2020: Simplicity